# Armeno (mitologia)
Nella mitologia greca,  Armeno  secondo una delle versioni del mito era un argonauta compagno di avventure di  Giasone.

## Il mito
Armeno, un tessalo del lago Bebe, secondo tale versione rispose all'appello lanciato da Giasone e partecipò come tanti altri eroi al viaggio sino alla Colchide per recuperare il vello d'oro.
All'inizio non si distinse per imprese o atti eroici, ma al ritorno abbandonò i compagni per fondare un vasto regno che poi chiamò il luogo intero a suo nome, Armenia. Armeno in seguito eresse alle porte di una città dei monumenti in onore di chi gli permise di realizzare questo suo sogno, Giasone.

### Interpretazione e realtà storica
Le origini del Regno di Armenia e la loro relazione con la figura mitica di Armeno - così come riportate dallo storico e geografo antico Strabone (libro XI, 14, 12 e 13, 10) -  sono state ampiamente approfondite dal prof. Giusto Traina (storico specializzato in storia antica) in numerosi seminari dedicati all'argomento [1]

### Antica
- Strabone, Libro XI, 14, 12 e 13,10

### Moderna
- Robert Graves, I miti greci, Milano, Longanesi, ISBN 88-304-0923-5.
- Anna Ferrari, Dizionario di mitologia, Litopres, UTET, 2006, ISBN 88-02-07481-X.